# 84 Klio
A 84 Klio a Naprendszer kisbolygóövében található aszteroida. Karl Theodor Robert Luther fedezte fel 1865. augusztus 25-én.